# Atypus suwonensis
Atypus suwonensis är en spindelart som beskrevs av Kim et al. 2006. Atypus suwonensis ingår i släktet Atypus och familjen pungnätsspindlar. Inga underarter finns listade.